# Samson Kiflemariam
Samson Kiflemariam is een Eritrees atleet. 
In 2004 nam Kiflemariam deel aan de 5000 meter op de Olympische Zomerspelen in Athene.
Op de Wereldkampioenschappen veldlopen 2009 behaalde Kiflemariam met het Eritrese team een bronzen medaille.
- World Athletics: 14167414